# Петров, Прокопий Устинович
Прокопий Устинович Петров (24 февраля 1913 — 4 июля 1964) — советский якутский историк-якутовед.

## Биография
Прокопий Петров родился 24 февраля 1913 года в Немюгинском наслеге Западно-Кангаласского улуса Якутского округа в бедной якутской семье. Рано остался сиротой: в 1917 году умер его отец, а в 1925 году — мать. Воспитывался в интернате, учился в семиклассной Октемской школе.
В 1928 году вступил в комсомол, активно участвовал в общественной жизни улуса. В 1929 году был избран секретарём улусной комсомольской ячейки, принимал участие в земельной реформе.
В 1930 году окончил школу и поступил в Якутский педагогический техникум. Летом 1931 года вступил в ВКП(б), три месяца был заместителем секретаря Якутского горкома ВЛКСМ. В октябре 1931 года был направлен на учёбу в Иркутский педагогический институт на исторический факультет. Избирался секретарём факультетской партячейки, секретарём комитета ВЛКСМ института, заместителем секретаря партбюро института, членом бюро Иркутского горкома ВЛКСМ, был пропагандистом на машиностроительном заводе им. Куйбышева.
После окончания института в 1934 году был направлен на работу преподавателем Якутского педагогического техникума. С ноябре 1934 года — заведующий Дома партийного просвещения при отделе культпроса Якутского обкома ВКП(б). С мая 1935 по декабрь 1937 года — член бюро Якутского обкома ВЛКСМ и заведующий отделом студенческой молодёжи и учащихся обкома.
С января 1938 по июнь 1943 года преподавал курс новой истории в Якутском педагогическом институте, занимался активной общественной деятельностью. С 1943 года — вновь на партийной работе. Был лектором, затем руководителем лекторской группы обкома ВКП(б). В 1947 окончил Высшую партийную школу при ЦК ВКП(б).
С осени 1948 читал курс марксизма-ленинизма в Якутском педагогическом институте. 16 июля 1950 года защитил диссертацию на тему «Революционная деятельность большевиков в якутской ссылке» на соискание ученой степени кандидата исторических наук. С июля 1950 года заведующий кафедрой марксизма-ленинизма двухгодичной (затем трехгодичной) партийной школы Якутского обкома ВКП(б), с 1951 года доцент. С 1950 по 1956 год член Якутского горкома КПСС. С октября 1958 по май 1960 года заведующий кафедрой истории КПСС Якутского государственного университета, преподавал на этой же кафедре.
Автор около 50 научных работ. В сферу научных интересов Петрова входили Якутия во время революции 1905—1907 годов в России, ссыльные большевики в Якутии, установление Советской власти в Якутии, отдельные политические деятели Якутии начала XX века.
Скончался 4 июля 1964 года, похоронен в Якутске.

## Сочинения
- Революционная деятельность большевиков в Якутской ссылке. — М.: Политиздат, 1964. — 80 с.: ил.
- Степан Аржаков. — Якутск: Кн. изд-во, 1962. — 59 с.: ил. и карт.
- Установление Советской власти в Якутии. — Якутск: Кн. изд-во, 1957. — 298 с.
- О разгроме якутских буржуазно-националистических банд в 1921—1922 гг. — Б.м.: Б.и., 1955. — 30 с.
- О революционных событиях 1905—1907 гг. в Якутии: (К 50-летию первой рус. революции). — Якутск: Кн. изд-во, 1955. — 63 с.
- Разгром пепеляевской авантюры. — Якутск: Кн. изд-во, 1955. — 116 с.: ил. и порт.
- Ленинская «Искра» и искровцы в Якутии: (К 50-летию КПСС). — Якутск: Кн. изд-во, 1953. — 38 с.
- Из истории революционной деятельности ссыльных большевиков в Якутии. — Якутск: Кн. изд-во, 1952. — 296 с.
- О революционной деятельности большевиков в якутской ссылке: Лекция прочит. в г. Якутске. — Якутск: Кн. изд-во, 1952. — 35 с.
- Г. К. Орджоникидзе в Якутской ссылке: (Указ. лит.) / Якут. обл. парт. шк.; Сост. П. У. Петров. — Якутск: Кн. изд-во, 1952. — 28 с.